# Mohamed Ben Ahmed Abdelghani
Mohammed ben Ahmed Abdelghani (18 de março de 1927 – 22 de setembro de 1996) (em árabe: محمد بن أحمد عبد الغني) foi o primeiro-ministro da Argélia sob o presidente Chadli Bendjedid de 8 de março de 1979 a 22 de janeiro de 1984. Anteriormente, a posição havia sido desativada em 1963.
Abdelghani foi oficial do Exército argelino e comandou a 1ª Região Militar de 1962 a 1964. Muitos anos depois, em 2017, ele cumpriu o mandato consecutivo mais longo de qualquer primeiro-ministro na Argélia. Abdelghani também serviu como ministro do Interior de 1974 a 1980.